# Mitromorphidae
Die Mitromorphidae sind eine monophyletische Familie kleiner bis mittelgroßer Gehäuseschnecken, die ausschließlich im Meer beheimatet sind. Die Gattungen und Arten dieser Familie wurden bis zum Jahr 2011 zur Familie der Kegelschnecken innerhalb der Überfamilie Conoidea gezählt.

## Merkmale
Das Gehäuse der Mitromorphidae kann 3 bis 30 Millimeter hoch werden, bei den meisten Arten ist es aber zwischen 5 und 10 Millimetern hoch. Es ist schlank hochkonisch, mit bis zu 4,5 Windungen. Die Mündung ist schmal, der Siphonalkanal ist kurz oder nicht deutlich ausgebildet. Die Mündung kann nicht durch ein Operculum verschlossen werden. Auf dem Spindelrand können sich 1–3 kleine Wülste befinden, die als Spindelfalten bezeichnet werden. Die Radula is relativ kurz, die Radulazähnchen sind ahlenförmig, mit einer verdickten Basis und fallweise kleinen Widerhaken an der Spitze.

## Lebensweise
Die Arten der Familie Mitromorphidae ernähren sich räuberisch. Wie bei den anderen Familien der Überfamilie Conoidea, die auch Giftzüngler (Toxoglossa) genannt wird, führt durch die Radulazähnchen ein Giftkanal, mit dessen Hilfe auch relativ große Beutetiere überwältigt werden können.

## Systematik und Taxonomie
Thomas Lincoln Casey beschrieb im Mai 1904 mehrere Triben innerhalb der Pleurotomidae, die später der Familie der Schlitzturmschnecken (Turridae) zugeordnet wurden, darunter die Tribus Mitromorphini.
Diese Schneckenarten bildeten unter dem Namen Mitromorphinae lange Zeit eine eigene Unterfamilie innerhalb der Schlitzturmschnecken, bevor sie in die Unterfamilie Clathurellinae aus der Familie der Kegelschnecken (Conidae) gestellt wurden. Bouchet et al. erhoben im Jahr 2011 drei Gruppen von Schnecken aus dieser Unterfamilie zu eigenständigen Familien: Borsoniidae, Clathurellidae und Mitromorphidae. Diese Aufteilung beruht sowohl auf morphologischen, als auch auf molekularbiologischen Ergebnissen. Neben der Gehäusemorphologie wurden auch der Bau der Radula und andere anatomische Merkmale herangezogen. Die Analyse der DNA-Sequenzen auf drei Gen-Fragmenten ergänzte die Studie.
Die Schwestergruppe der Mitromorphidae sind die 2012 beschriebenen Bouchetispiridae. 

### Gattungen
Derzeit werden fünf rezente und zwei fossile Gattungen zu dieser Familie gezählt.
Stand: 15. März 2015
- Anarithma Iredale, 1916
- †  Itia Marwick, 1931
- Lovellona Iredale, 1917
- Maorimorpha Powell, 1939
- † Mitrellatoma Powell, 1942
- Mitromorpha Carpenter, 1865
- Scrinium Hedley, 1922

### Synonyme
- Arielia Shasky, 1961 (einschließlich der Schreibweise Ariella), Cymakra Gardner, 1937, Helenella Casey, 1904, Mitrithara Hedley, 1922, Mitrolumna Bucquoy, Dautzenberg & Dollfus, 1883 und Vexiariella Shuto, 1983 sind Synonyme von Mitromorpha Carpenter, 1865.
- Citharopsis Pease, 1868 wurde mit Anarithma Iredale, 1916 synonymisiert.

## Europäische Arten
Aus den Meeren entlang der europäischen Küsten sind nur Mitromorphidae aus der Gattung Mithromorpha bekannt. 

### Im Mittelmeer beheimatete Arten
- Mitromorpha alyssae Amati, Smriglio & Oliveiro, 2015[6]
- Mitromorpha bogii Amati, Smriglio & Oliveiro, 2015[6]
- Mitromorpha columbellaria (Scacchi, 1836)
- Mitromorpha cossyrae Amati, Smriglio & Oliveiro, 2015[6]
- Mitromorpha karpathoensis (Nordsieck, 1969),
- Mitromorpha mariottinii Amati, Smriglio & Oliveiro, 2015[6]
- Mitromorpha mifsudi Amati, Smriglio & Oliveiro, 2015[6]
- Mitromorpha nofronii Amati, Smriglio & Oliveiro, 2015[6]
- Mitromorpha olivoidea (Cantraine, 1835)
- Mitromorpha tricolorata Amati, Smriglio & Oliveiro, 2015[6]
- Mitromorpha wilhelminae (van Aartsen, Menkhorst & Gittenberger, 1984)

### Im östlichen Nordatlantik beheimatete Arten
- Mitromorpha azorensis Mifsud, 2001[7]
- Mitromorpha cachiai Mifsud, 2001[7]
- Mitromorpha canariensis Mifsud, 2001[7]
- Mitromorpha crenipicta (Dautzenberg, 1889)
- Mitromorpha dalli Dautzenberg & H. Fischer, 1896
- Mitromorpha engli Mifsud, 2001[7]
- Mitromorpha gofasi Mifsud, 2001[7]
- Mitromorpha hierroensis Mifsud, 2001[7]
- Mitromorpha smithi Dautzenberg & H. Fischer, 1896
- Mitromorpha swinneni Mifsud, 2001[7]